# Jean-Claude Genty
Jean-Claude Genty (Lancé, 17 dicembre 1945) è un ex ciclista su strada francese.
Professionista dal 1968 al 1974, vinse due tappe al Critérium du Dauphiné ed una alla Volta Ciclista a Catalunya.

## Palmarès
- 1967 (dilettanti)

Tour du Loir-et-Cher
- 1969 (Bic, una vittoria)

Omloop van het Waasland
- 1970 (Bic, una vittoria)

4ª tappa Critérium du Dauphiné (Sallanches > Grenoble)
- 1971 (Bic, una vittoria)

3ª tappa Volta Ciclista a Catalunya (Manresa > Puigcerdà)
- 1973 (Bic, una vittoria)

5ª tappa Critérium du Dauphiné (Orange > Lione)

### Altri successi
- 1968 (Bic)

Criterium di Saint-Brieuc
- 1970 (Bic)

Classifica scalatori Critérium du Dauphiné
1ª tappa, 1ª semitappa Volta Ciclista a Catalunya (Tarragona, cronosquadre)

## Piazzamenti

### Grandi Giri
- Tour de France

1970: ritirato (3ª tappa)
1971: 39º
1972: 64º
1973: 27º
- Vuelta a España

1970: 46º

### Classiche monumento
- Liegi-Bastogne-Liegi

1972: 40º
1973: 50º